# Sportjahr 1927
Liste der Sportjahre

◄◄ | ◄ | 1923 | 1924 | 1925 | 1926 | Sportjahr 1927 | 1928 | 1929 | 1930 | 1931 | ► | ►►

Weitere Ereignisse

## Ereignisse

### Badminton
Höhepunkte des Badmintonjahres 1927 waren die All England, die Irish Open und die Scottish Open.

### Internationale Veranstaltungen
| Veranstaltung | Herreneinzel         | Dameneinzel      | Herrendoppel                       | Damendoppel                              | Mixed                           |
| ------------- | -------------------- | ---------------- | ---------------------------------- | ---------------------------------------- | ------------------------------- |
| All England   | Frank Devlin         | Marjorie Barrett | Frank Devlin Gordon Mack           | Margaret L. Rivers Tragett Hazel Hogarth | Frank Devlin Eveline Peterson   |
| Irish Open    | George Alan Thomas   | D. Pilkington    | G. S. B. Mack George Alan Thomas   | D. Pilkington Ada Good                   | G. S. B. Mack A. M. Head        |
| Scottish Open | Albert Edward Harbot | Marjorie Barrett | George Alan Thomas Herbert S. Uber | Violet Elton Marjorie Barrett            | Ian Maconachie Marion Armstrong |

- Erste Austragung der neuseeländischen Badmintonmeisterschaften

### Billard
- Snookerweltmeisterschaft 1927

### Boxen
- Boxeuropameisterschaften 1927

### Fußball
- Campeonato Sudamericano 1927
- Europapokal der Fußball-Nationalmannschaften 1927 bis 1930
- Mitropapokal 1927

### Leichtathletik

#### Leichtathletikmeisterschaften
- Leichtathletik-Südamerikameisterschaften 1927

#### Leichtathletik-Weltrekorde

##### Sprint
- 12. Juni: Eileen Edwards, Großbritannien, läuft die 200 Meter der Frauen in 25,4 s.

##### Langstreckenlauf
- 7. August: Lina Radke, Deutschland, läuft die 800 Meter der Frauen in 2:23,8 min.
- 18. September: Otto Peltzer, Deutschland, läuft die 1000 Meter der Männer in 2:25,8 min.

##### Hürdenlauf
- 18. Mai: Sten Pettersson, Schweden, läuft die 110 Meter Hürden der Männer in 14,8 s.
- 12. August: John Gibson, USA, läuft die 400 Meter Hürden der Männer in 52,6 s.

##### Wurfdisziplinen
- 26. Februar: Lillian Copeland, USA erreicht im Speerwurf der Frauen 38,21 m.
- 4. März: Halina Konopacka, Polen, erreicht im Diskuswurf der Frauen 39,18 m.
- 1. Mai: Eino Penttilä, Finnland, erreicht im Speerwurf der Männer 69,88 m.

##### Sprungdisziplinen
- 27. Juli: Sabin Carr, USA, erreicht im Stabhochsprung der Männer 4,27 m.

##### Mehrkampf
- 17. August: Paavo Yrjola, Finnland, erreicht im Zehnkampf der Männer 7995 Punkte.

### Motorsport

#### Motorradsport

##### Motorrad-Europameisterschaft
- Bei der auf dem Nürburgring in Deutschland ausgetragenen Motorrad-Europameisterschaft gewinnt der Einheimische Willi Henkelmann auf DKW vor seinen Landsleuten und Markenkollegen Arthur Geiss und Arthur Müller den Titel in der 175-cm³-Klasse.
- In der Viertelliterklasse setzt sich der Brite Cecil Ashby auf OK-Supreme gegen den Deutschen Walfried Winkler (DKW) und den Österreicher Hugo Höbel (Puch) durch.
- Bei den 350ern siegt der Brite Jimmie Simpson auf A.J.S. vor seinem Landsmann Frank Longman und den Deutschen Franz Seider (beide Velocette).
- In der 500-cm³-Klasse siegt der Brite Graham Walker auf Sunbeam vor dem Iren Stanley Woods (Norton) und Cecil Ashby (Rudge).
- Den erstmals ausgetragenen 750-cm³-Lauf gewinnt der Deutsche Josef Stelzer auf BMW vor seinem Landsmann und Markengefährten Paul Köppen. Weiter Piloten erreichten nicht das Ziel.
- In der ebenfalls zum ersten Mal ausgetragenen 1000-cm³-Klasse siegt der Einheimische Josef Giggenbach auf Bayerland-J.A.P. vor den Deutschen Werner Huth (Harley-Davidson) und Heinz Kürten (Andrees).

##### Deutsche Motorrad-Straßenmeisterschaft
- Deutsche Meister werden Hans Sprung (DKW, 175 cm³), Walfried Winkler (DKW, 250 cm³), Herbert Ernst (A.J.S., 350 cm³), Hans Soenius (BMW, 500 cm³), Ernst Jakob Henne (BMW, 750 cm³) und Paul Rüttchen (Harley-Davidson, 1000 cm³).

### Radsport
- Giro d’Italia 1927
- Großer Opelpreis von Deutschland 1927
- Tour de France 1927
- UCI-Bahn-Weltmeisterschaften 1927
- UCI-Straßen-Weltmeisterschaften 1927

### Schach

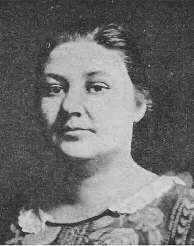
Schachweltmeisterin 1927–1944: Vera Menchik

- 18.–30. Juli: Die Schacholympiade 1927 ist das erste derartige Länderturnier des Weltschachverbands. Ungarn wird Sieger bei 16 teilnehmenden Ländern.
- Juli: Die Schachweltmeisterschaft der Frauen 1927 als ersten derartigen Titelkampf gewinnt Vera Menchik, die bis zu ihrem Tod 1944 Weltmeisterin bleiben wird.
- 16. September – 29. November: Die Schachweltmeisterschaft 1927 endet mit einer Niederlage von Titelverteidiger José Raúl Capablanca gegen Alexander Aljechin, der damit vierter Schachweltmeister wird.

### Schwimmen
- Schwimmeuropameisterschaften 1927

### Wintersport
- Eishockey-Europameisterschaft 1927
- Eiskunstlauf-Europameisterschaft 1927
- Eiskunstlauf-Weltmeisterschaften 1927
- Nordische Skiweltmeisterschaften 1927

## Geboren

### Januar
- 02. Januar: Gino Marchetti, US-amerikanischer American-Football-Spieler († 2019)
- 04. Januar: Heinz Eichholz, deutscher Ruderer († 2001)
- 05. Januar: Paavo Repo, finnischer Biathlet und Biathlontrainer
- 07. Januar: Abdul Hamid, pakistanischer Feldhockeyspieler († 2019)
- 15. Januar: Walter Schneider, deutscher Motorradrennfahrer († 2010)
- 18. Januar: Werner Liebrich, deutscher Fußballspieler und -trainer († 1995)
- 18. Januar: Rudolf Schlott, deutscher Fußballtrainer († 2014)
- 22. Januar: Lou Creekmur, US-amerikanischer American-Football-Spieler († 2009)
- 22. Januar: Joe Perry, US-amerikanischer American-Football-Spieler († 2011)
- 26. Januar: Vic Mees, belgischer Fußballspieler († 2012)
- 29. Januar: Heinz Renneberg, deutscher Ruderer († 1999)

### Februar
- 06. Februar: Friedel Münch, deutscher Motorradkonstrukteur († 2014)
- 07. Februar: Wolodymyr Kuz, sowjetischer Leichtathlet (Langstreckenläufer) († 1975)
- 12. Februar: Gottfried Pohlan, deutscher Motorradrennfahrer († 1989)
- 17. Februar: Ásmundur Bjarnason, isländischer Sprinter († 2024)
- 19. Februar: Alice Dye, US-amerikanische Golfspielerin und Golfplatzarchitektin († 2019)
- 22. Februar: Florencio Campomanes, philippinischer Schachspieler und -funktionär († 2010)
- 22. Februar: Ernst Huberty, luxemburgisch-deutscher Sportjournalist und Fernsehmoderator († 2023)
- 25. Februar: Lucien Theys, belgischer Leichtathlet († 1996)
- 27. Februar: Onni Kasslin, finnischer Radrennfahrer († 2003)
- 27. Februar: Fredi Pankonin, deutscher Handballtorwart († 2018)
- 28. Februar: Walter Dürst, Schweizer Eishockeyspieler († 2016)

### März
- 02. März: Roger Walkowiak, französischer Radrennfahrer († 2017)
- 04. März: Dick Savitt, US-amerikanischer Tennisspieler († 2023)
- 04. März: Jan van Schijndel, niederländischer Fußballspieler († 2011)
- 06. März: Willi Bartels, deutscher Automobilrennfahrer († 2005)
- 06. März: Otto Maychrzak, deutscher Handballspieler († 2002)
- 08. März: Christian Pravda, österreichischer Skirennläufer († 1994)
- 10. März: Jupp Derwall, deutscher Fußballtrainer und -spieler († 2007)
- 11. März: Dempsey Wilson, US-amerikanischer Automobilrennfahrer († 1971)
- 14. März: Wilhelm Burgard, deutscher Leichtathlet († 2000)
- 16. März: Gerhard Hofmann, deutscher Fußballtrainer
- 23. März: Mato Damjanović, kroatischer Schachgroßmeister († 2011)

### April
- 01. April: Craig MacKay, kanadischer Eisschnellläufer († 2020)
- 01. April: Ferenc Puskás, ungarischer Fußballspieler und Fußballtrainer († 2006)
- 02. April: Carmen Basilio, US-amerikanischer Boxer († 2012)
- 20. April: Phil Hill, US-amerikanischer Automobilrennfahrer († 2008)
- 24. April: Josy Barthel, luxemburgischer Leichtathlet und Olympiasieger († 1992)

### Mai
- 01. Mai: Grete Andersen, dänische Schwimmerin († 2025)
- 01. Mai: Walter Zeman, österreichischer Fußballtorwart († 1991)
- 05. Mai: Art Pollard, US-amerikanischer Automobilrennfahrer († 1973)
- 09. Mai: Guido Caroli, italienischer Eisschnellläufer († 2021)
- 11. Mai: Marie Kovářová, tschechoslowakische Gerätturnerin († 2023)
- 13. Mai: Archie Scott-Brown, britischer Automobilrennfahrer († 1958)
- 20. Mai: Michel Scheuer, deutscher Kajak-Fahrer und Olympiasieger († 2015)
- 24. Mai: Claude Abbes, französischer Fußballspieler († 2008)
- 30. Mai: Werner Haas, deutscher Motorradrennfahrer († 1956)

### Juni
- 01. Juni: Rubens Fadini, italienischer Fußballspieler († 1949)
- 02. Juni: Ladislav Alster, tschechoslowakischer Schachspieler und Schachjournalist († 1991)
- 09. Juni: Andreas Däscher, Schweizer Skispringer († 2023)
- 09. Juni: Marlies Müller, deutsche Leichtathletin
- 12. Juni: Bill Cheesbourg, US-amerikanischer Automobilrennfahrer († 1995)
- 16. Juni: Arigo Padovan, italienischer Radrennfahrer († 2025)
- 20. Juni: Josef Posipal, deutscher Fußballspieler († 1997)
- 23. Juni: Herbert MacKay-Fraser, US-amerikanischer Automobilrennfahrer († 1957)
- 28. Juni: Boris Schilkow, sowjetisch-russischer Eisschnellläufer und Olympiasieger († 2015)
- 30. Juni: Shirley Fry, US-amerikanische Tennisspielerin († 2021)

### Juli
- 02. Juli: Cornelis Broekman, niederländischer Eisschnellläufer und Eisschnelllauftrainer († 1992)
- 02. Juli: Joseph Brys, belgischer Leichtathlet († 2001)
- 02. Juli: Gerhard Gawliczek, deutscher Fußballspieler († 2010)
- 02. Juli: Vladimír Kolář, tschechoslowakischer Eisschnellläufer († 2012)
- 03. Juli: Pierre Cahuzac, französischer Fußballspieler († 2003)
- 04. Juli: Jim McWithey, US-amerikanischer Automobilrennfahrer († 2009)
- 06. Juli: Johannes Hendrikus Donner, niederländischer Schachgroßmeister († 1988)
- 09. Juli: Red Kelly, kanadischer Eishockeyspieler und -trainer († 2019)
- 20. Juli: Dick Stanfel, US-amerikanischer American-Football-Spieler († 2015)
- 25. Juli: Abdelaziz Ben Tifour, franco-algerischer Fußballspieler († 1970)
- 27. Juli: Heinz Wewers, deutscher Fußballspieler († 2008)
- 28. Juli: Hans Bauer, deutscher Fußballspieler († 1997)
- 28. Juli: Ermes Muccinelli, italienischer Fußballspieler († 1994)
- 28. Juli: Heini Walter, Schweizer Automobilrennfahrer († 2009)

### August
- 02. August: Ernesto Formenti, italienischer Boxer († 1989)
- 08. August: Giuseppe Moioli, italienischer Ruderer († 2025)
- 10. August: Jean Guichet, französischer Automobilrennfahrer
- 13. August: László Nagy, ungarischer Eiskunstläufer († 2005)
- 15. August: Günter Dohrow, deutscher Leichtathlet und Handballspieler († 2008)
- 16. August: Herbert Schäfer, deutscher Fußballtrainer († 1991)
- 18. August: John Rhodes, britischer Automobilrennfahrer
- 25. August: Althea Gibson, US-amerikanische Tennisspielerin († 2003)

### September
- 02. September: Trude Jochum-Beiser, österreichische Skirennläuferin
- 04. September: Peter Kennedy, US-amerikanischer Eiskunstläufer
- 06. September: Jack Parker, britischer Leichtathlet († 2022)
- 10. September: Åke Nilsson, schwedischer Skirennläufer († 1991)
- 11. September: Walter Zeller, deutscher Motorradrennfahrer († 1995)
- 14. September: Markus Egen, deutscher Eishockeyspieler († 2021)
- 16. September: Gina Regland-Sigstad, norwegische Skilangläuferin († 2015)
- 19. September: Karl Gamma, Schweizer Skirennfahrer und Sportfunktionär († 2021)
- 20. September: Paul-Ernst Strähle, deutscher Unternehmer und Automobilrennfahrer († 2010)
- 26. September: Enzo Bearzot, italienischer Fußballspieler und -trainer († 2010)
- 29. September: Adhemar Ferreira da Silva, brasilianischer Leichtathlet († 2001)

### Oktober
- 03. Oktober: Hans Andresen, dänischer Radrennfahrer († 2014)
- 04. Oktober: Roberto Bussinello, italienischer Automobilrennfahrer († 1999)
- 04. Oktober: Eva Pawlik, österreichische Eiskunstläuferin und Filmschauspielerin († 1983)
- 05. Oktober: Liévin Lerno, belgischer Radrennfahrer († 2017)
- 15. Oktober: Stefan Dziedzic, polnischer Skisportler († 2006)
- 19. Oktober: Hans Schäfer, deutscher Fußballspieler († 2017)
- 21. Oktober: Georges Vallerey junior, französischer Schwimmer († 1954)
- 29. Oktober: Matti Pietikäinen, finnischer Skispringer († 1967)
- 29. Oktober: Frank Sedgman, australischer Tennisspieler

### November
- 07. November: Claude Storez, französischer Automobilrennfahrer († 1959)
- 12. November: Jack Butler, US-amerikanischer American-Football-Spieler und Sport-Scout († 2013)
- 20. November: Wachtang Balawadse, sowjetisch-georgischer Ringer († 2018)
- 21. November: Theodor Puff, deutscher Fußballspieler († 1999)

### Dezember
- 01. Dezember: Dick Guldstrand, US-amerikanischer Autorennfahrer († 2015)
- 02. Dezember: Benjamin Maxwell Acton, australischer Eishockeyspieler († 2020)
- 07. Dezember: Jean Gravelle, kanadischer Eishockeyspieler († 1997)
- 08. Dezember: Wolfgang Hempel, deutscher Sportjournalist und Reporter († 2004)
- 11. Dezember: Stein Eriksen, norwegischer Skifahrer († 2015)
- 11. Dezember: Heinz Florian Oertel, deutscher Sportreporter, Journalist, Moderator und Schauspieler der DDR († 2023)
- 15. Dezember: William MacKey, US-amerikanischer Automobilrennfahrer († 1951)
- 29. Dezember: Andy Stanfield, US-amerikanischer Leichtathlet und Olympiasieger († 1985)
- 31. Dezember: David Gray, britischer Sportjournalist und -korrespondent († 1983)

### Genaues Datum unbekannt
- Karl Hofmann, deutscher Motorradrennfahrer († 1978)
- Helmut Kienert, deutscher Gewichtheber († 2000)

## Gestorben

### Januar
- 08. Januar: Sydney Evans, britischer Boxer (* 1881)
- 15. Januar: Dawid Janowski, polnischer Schachspieler (* 1868)
- 22. Januar: Ödön Bodor, ungarischer Mittelstreckenläufer, Sprinter und Fußballspieler (* 1882)
- 31. Januar: Sybil Bauer, US-amerikanische Schwimmerin (* 1903)

### Februar
- 11. Februar: Émile Albrecht, Schweizer Ruderer (* 1897)
- 17. Februar: Francis Lane, US-amerikanischer Leichtathlet (* 1874)

### März
- 12. März: Sam Mussabini, britischer Trainer und Sportjournalist (* 1867)
- 21. März: Charles Waldstein, englisch-amerikanischer Sportschütze und Klassischer Archäologe (* 1856)

### April
- 04. April: Albert Van Coile, belgischer Fußballspieler (* 1900)
- 06. April: Nestori Toivonen, finnischer Sportschütze (* 1865)
- 16. April: Stasys Sabaliauskas, litauischer Fußball- und Basketballspieler sowie Leichtathlet (* 1905)

### Mai
- 01. Mai: Oscar Swahn, schwedischer Sportschütze und ältester Olympiasieger der Geschichte (* 1847)
- 09. Mai: Harald Hansen, dänischer Fußballspieler (* 1884)
- 15. Mai: Mario Saetti, italienischer Motorrad- und Automobilrennfahrer (* unbekannt)
- 22. Mai: Émile Thubron, britischer Motorbootfahrer (* 1861)
- 31. Mai: Luis Balcells, spanischer Schwimmer (* 1903)

### Juni
- 07. Juni: Archie Birkin, britischer Motorradrennfahrer (* 1905)
- 15. Juni: Ottavio Bottecchia, italienischer Radrennfahrer (* 1894)

### Juli
- 03. Juli: Gérard de Courcelles, französischer Automobilrennfahrer (* 1889)
- 07. Juli: Émile Coste, französischer Fechter (* 1862)
- 11. Juli: Fernand Feyaerts, belgischer Schwimmer und Wasserballspieler (* 1880)
- 14. Juli: Fritz Hofmann, deutscher Leichtathlet (* 1871)
- 19. Juli: Zdeněk Žemla, böhmischer Tennisspieler (* 1883)

### August
- 19. August: Johan Edman, schwedischer Tauzieher (* 1875)
- 29. August: Wladimir Nikolajewitsch Orlow, russischer Gespannfahrer (* 1868)

### September
- 06. September: William Libbey, US-amerikanischer Sportschütze (* 1855)
- 06. September: Charles Woodruff, US-amerikanischer Bogenschütze (* 1844)

### Oktober
- 01. Oktober: Johan Friele, norwegischer Segler (* 1866)
- 12. Oktober: Søren Peter Christensen, dänischer Turner (* 1884)
- 16. Oktober: Augusto Maccario, italienischer Leichtathlet (* 1890)

### November
- 22. November: Ernest Lespinasse, französischer Turner (* 1897)

### Dezember
- 21. Dezember: Frederick Semple, US-amerikanischer Golf- und Tennisspieler (* 1872)
- 29. Dezember: Patrick Leahy, irischer Leichtathlet (* 1877)